# Слов'янка (річка)
Слов'янка (рос. Славянка, крим. Slavânka), історично Бор-чокрак та Слив'янка — невелика річка в Україні в Автономній Республіці Крим, на території міста Сімферополя. Ліва притока Салгиру (басейн Азовського моря).

## Назва
Є дані, що річка називалася так само, як і джерело — Бор-чокрак. У 1830-х роках пруди, оточені садами, придбав генерал Славич і побудував тут дачу для своєї жінки — письменниці Марії Сосногорової. За прізвищем Славича, річку Бор-чокрак почали називати Слов'янкою, хоча також існувала назва Слив'янка.

## Опис
Довжина річки 9 км, найкоротша відстань між витоком і гирлом — 6,39 км, коефіцієнт звивистості річки — 1,41. Формується декількома струмками та загатами.

## Розташування
Бере початок в південно-західній частині міста Сімферополя з джерела Бор-Чокрак на розі вулиці Севастопольської й Данилова. Це потужне джерело — вихід підземних вод, які б'ють прямо з білої скали (звідси назва, кримськотатарською бор — мел, чокрак — джерело). Даниловський ставок на місці джерела поповнюється водою і по трубопроводу з району села Ягмурча (Фонтани).
Річка тече переважно на північний захід через район Анатра та Залізничний район. Протікає крізь верхній та нижній став (ставок Славича), названий за ім'ям генерала Славича, на землях якого він колись розташовувався. Берега ставу виложені граненим камінням, яким містили вулиці центру міста.
В районі залізниці в річку впадає струмок Мокрий Лог.
Далі річка тече по штучному руслу уздовж вулиці Москальова і Євпаторійського шосе. Раніше річка протікала по природному руслу трохи південніше через колгоспний сад. Біля мосту на Євпаторійському шосе впадає у річку Салгир.

## Цікаві факти
- На південно-західній стороні від витоку річки на відстані приблизно 1,04 км розташований аеропорт «Заводське»[1].
- Біля джерела Бор-Чокрак пролягає автошлях Н06 (автомобільний шлях національного значення на території України. Проходить територією Автономної Республіки Крим та Севастополя).
- Витік річки розміщено в колишньому селі Заводське (до 1945 року Бор-Чокра́к; крим. Bor Çoqraq, Бор Чокъракъ)[5].

## Галерея

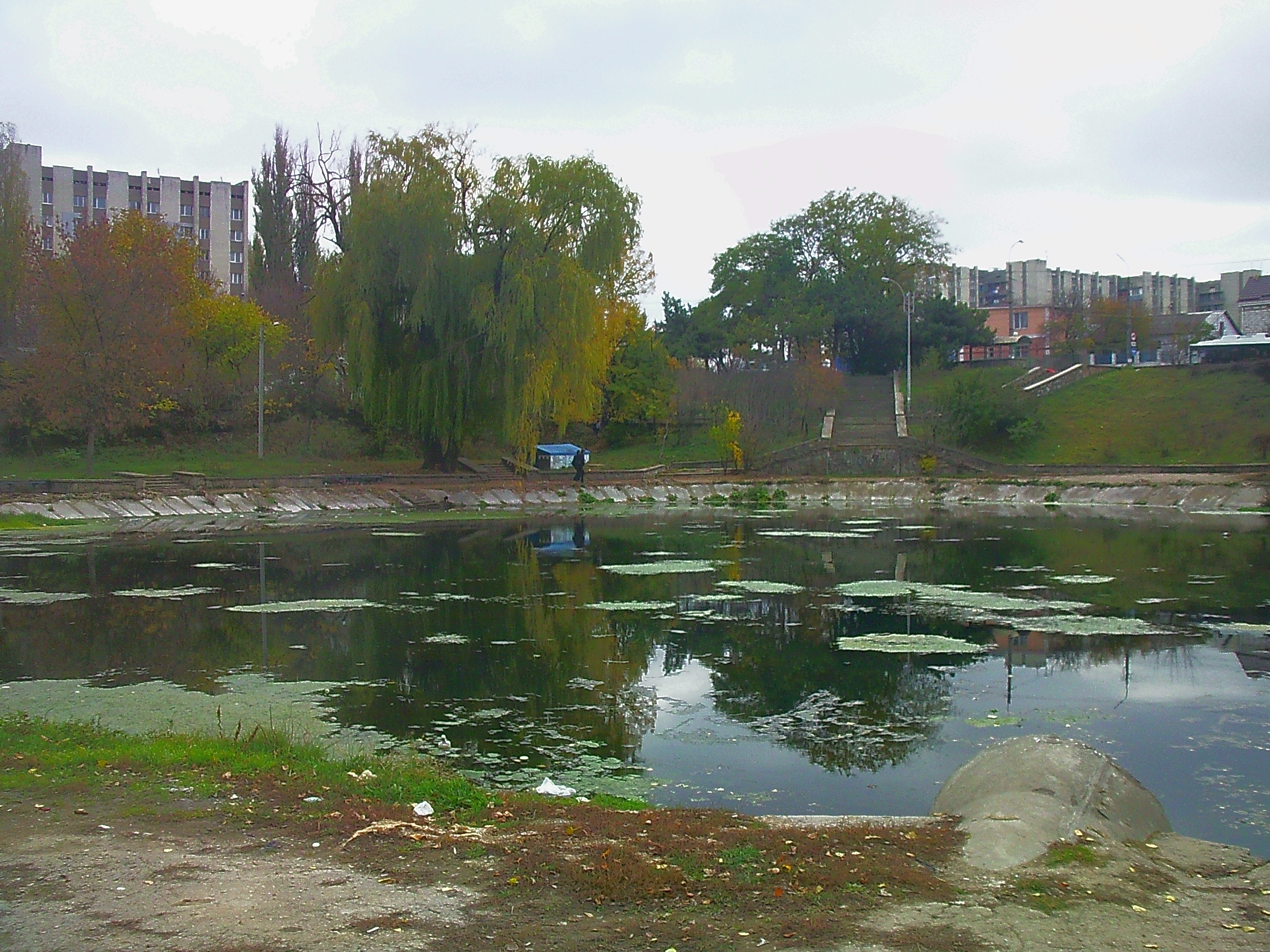
Даниловський ставок. 2012
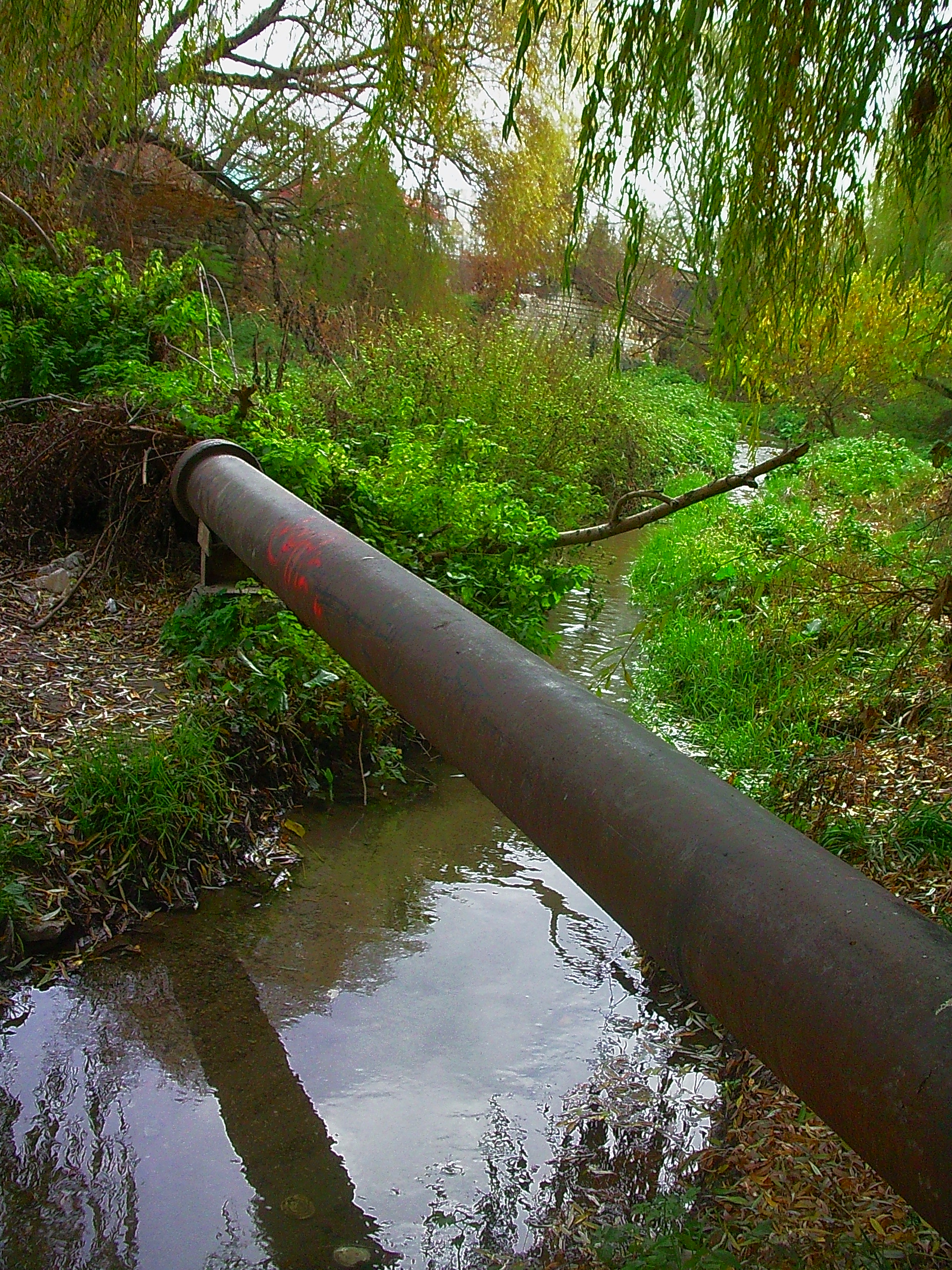
Витоки річки. 2012
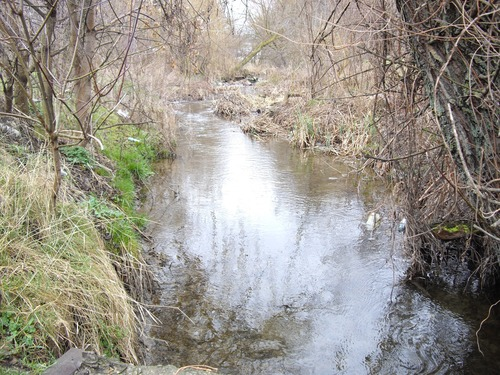
Річка Слов'янка в районі Анатра. 2009
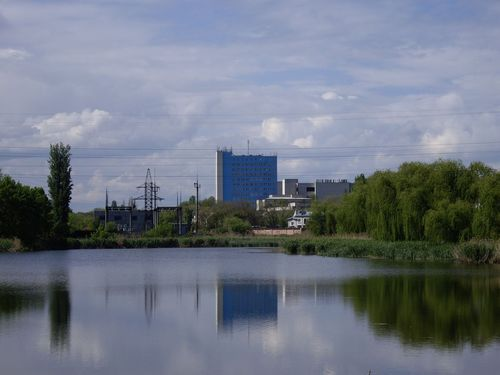
Верхній став. 2009
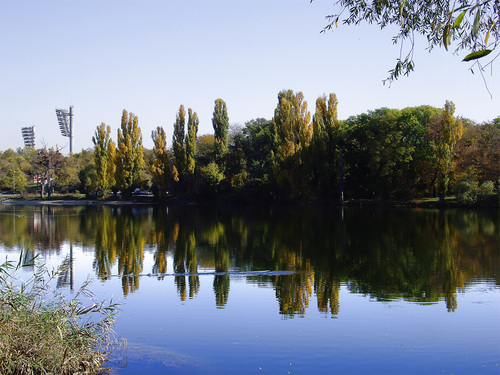
Нижній став. 2009